# Stará vodárenská věž (Mladá Boleslav)
Stará vodárenská věž v Mladé Boleslavi je technická stavba z roku 1723 v mladoboleslavské Vodkově ulici. Je chráněna jako kulturní památka ČR. Součástí chráněné památky je i novoklasicistní domek s čerpacím zařízením z 19. století pod věží v Ptácké ulici.

## Historie
Vodárna byla na tomto místě vystavěna pány z Cimburka v roce 1496. V roce 1510 je zmiňován vodní stroj, který žene vodu do města. Vodní stroj, který hnal vodu z podstupenského pramene vzhůru do města, byl součástí Podstupenského mlýna, a jeho mlynář byl zároveň městským vodákem. Mezi lety 1554–⁠1555 byla pány z Krajku postavena nová vodárna. Ta se v roce 1721 zřítila, a v roce 1723 (dle datování pamětní desky na věži) byla vystavěna nová věž. Postavil ji mladoboleslavský stavitel Mikuláš Rossi podle plánu Pavla Ignáce Bayera. V roce 1761 byla věž opravována po požáru.

## Popis

### Vodárenská věž
Čtyřpatrová kamenná budova s cihlovými vyzdívkami ve tvaru komolého jehlanu na čtvercovém půdorysu s obdelníkovými okny. Hladká omítka je zdobená trojicí úzkých říms. Na stanové střeše je čtveřice vikýřů s kruhovými okenními otvory. V nejvyšším patře bylo umístěno vodárenské zařízení.
Nad vchodem je deska s nápisem:
TURRIS HYDRIA
SABATHO SANCTO ANTE BINOS
ANDROS COLLAPSA AVSPICE DEO
AB INCLITO SENATV EX PROVENTV
VRBIS NOVA EXTRVITVR
TVO SVB ADIVTORIO
SANCTE IOANNES NEPOMVCENE
LAVROS QVANDO SVI CAROLO
TRIBVERE BOEMI
VRBS HIC NOSTRA MIHI
TVNC QVOQVE STARE DABAT
SVB DANIELE WENCESLAO TOMASIO
17  VRBIS PR:[imate]  23

### Domek s čerpacím zařízením
Novoklasicistní přízemní objekt z roku 1874 s plochou střechou stojí u paty skály v Ptácké ulici. Obdélný vstupní portál převyšující přízemí je zakončen frontonem. Uvnitř se nachází studna, ze které byla čerpána voda do věže.

## Galerie

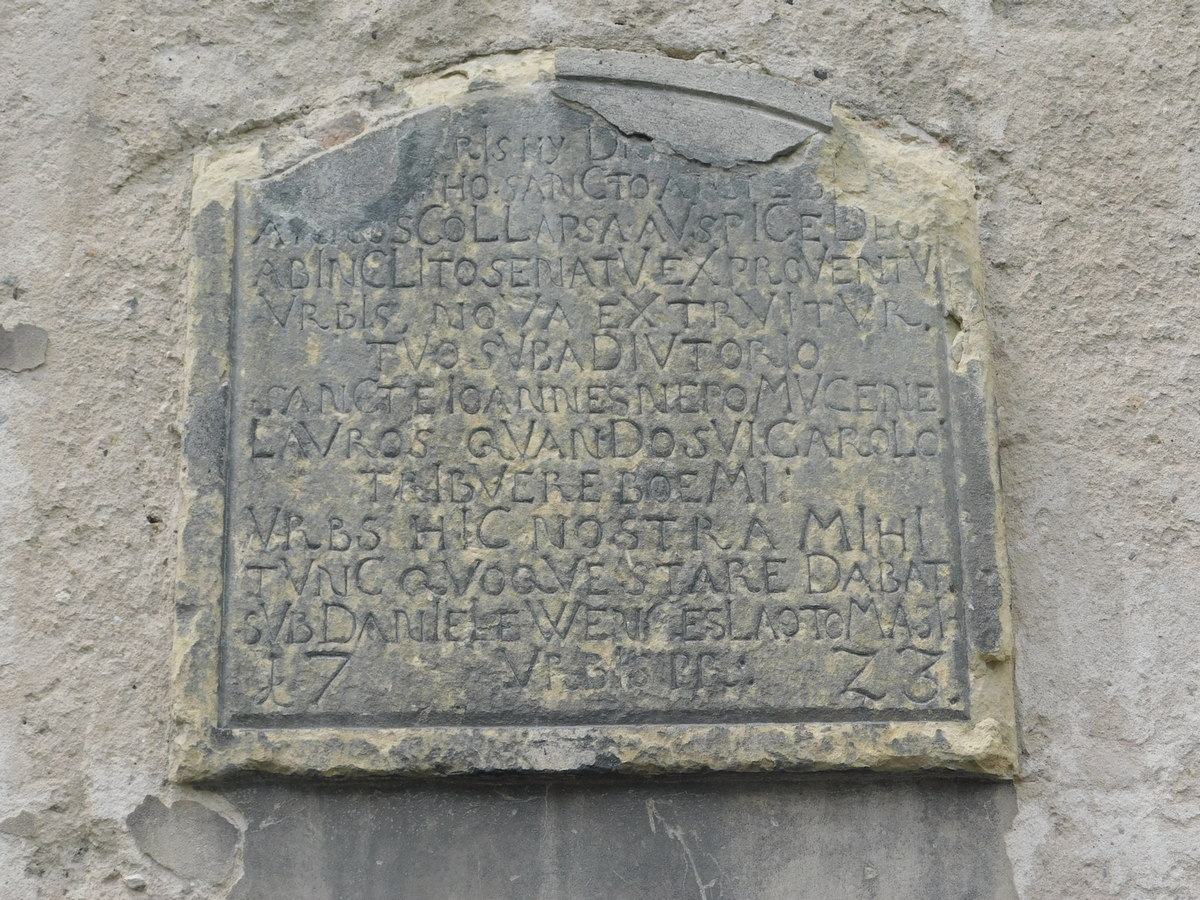
Deska nad vchodem do věže
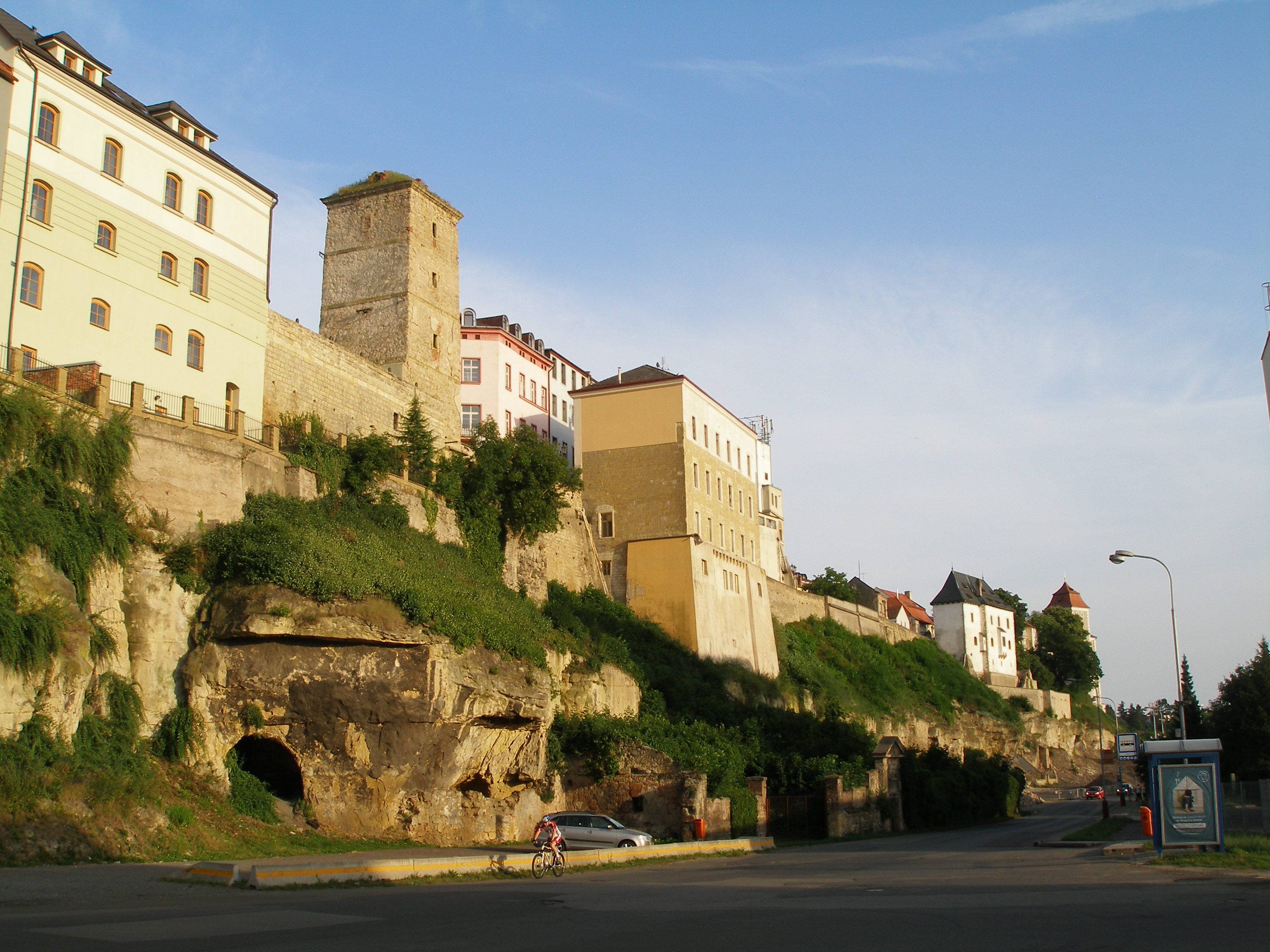
Věž a domek pod skálou
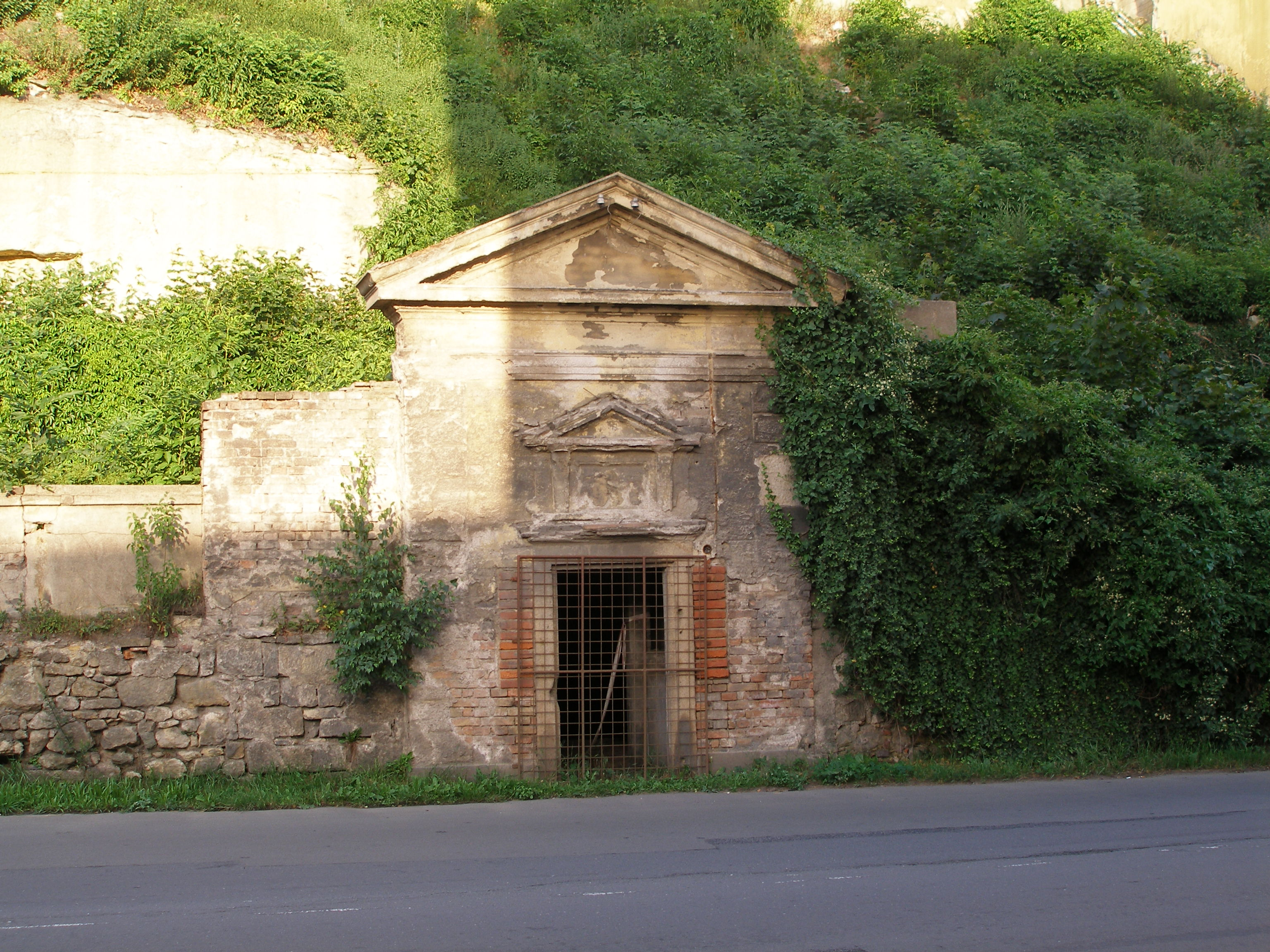
Domek s čerpacím zařízením v Ptácké ulici